# بيورن هاغن
بيورن هاغن (بالنرويجية البوكمول: Bjørn Hagen)‏ هو متزلج سريع نرويجي، ولد في 4 أبريل 1960 في أوسلو في النرويج.

## وصلات خارجية
- بيورن هاغن على موقع SpeedSkatingBase.eu (الإنجليزية)
- بيورن هاغن على موقع SpeedSkatingNews.info (الإنجليزية)
- بيورن هاغن على موقع SpeedSkatingStats.com (الإنجليزية)
- بيورن هاغن على موقع اللجنة الأولمبية الدولية (الإنجليزية)
- بيورن هاغن على موقع أوليمبيديا (الإنجليزية)